# Idratazione (chimica)
In chimica, con il termine idratazione si intendono un insieme di fenomeni che hanno luogo nel momento in cui una sostanza viene a contatto con l'acqua (o in senso stretto ciascuno di tali fenomeni).
In particolare, a seconda del tipo di sostanza coinvolta nel processo di idratazione, si può avere uno dei seguenti casi:
- complessazione: durante questa fase si ha la formazione di un legame di coordinazione tra le molecole di acqua e la sostanza in esame, dando luogo ad un "complesso"; tale fenomeno ha luogo esclusivamente nel caso in cui si abbia a che fare con composti ionici (sali) e può avvenire per:
  - solvatazione della sostanza in acqua: in tal caso il composto ionico a contatto con l'acqua si scinde formando degli ioni che si dissolvono in acqua legandosi singolarmente alle molecole di acqua, che circondano lo ione orientandosi in un verso o nell'altro a seconda della carica dello ione;
  - formazione di un composto di coordinazione: nel caso in cui la reazione di solvatazione avviene tra l'acqua e il sale secco;
- reazione di addizione della sostanza con una molecola di acqua (detta anche "reazione di idratazione").

Nel caso di materiali solidi porosi, tali fenomeni possono essere preceduti dall'assorbimento dell'acqua all'interno del materiale. Il meccanismo con il quale avviene l'assorbimento dell'acqua varia a seconda della dimensione dei pori: nel caso di pori più larghi prevale il trasporto per convezione, mentre nel caso di pori più stretti prevale il trasporto per capillarità e diffusione molecolare; in seguito all'assorbimento dell'acqua si può avere il rigonfiamento del materiale.

## Solvatazione

Uno ione Na^{+} solvatato da molecole d'acqua. Gli ossigeni delle molecole d'acqua, portanti parziali cariche negative si orientano verso lo ione di carica opposta.

Quando un composto ionico (o elettrolita) viene disciolto in acqua, a causa dell'elevato valore della costante dielettrica dell'acqua, si ha la scissione eterolitica dei legami del composto, con formazione di ioni, che sono specie chimiche cariche positivamente (cationi) o negativamente (anioni). La scissione di tale composto ionico per opera dell'acqua viene detta "idrolisi". Gli ioni prodotti influenzano elettricamente le molecole di acqua circostante, che si dispongono attorno allo ione centrale orientandosi di conseguenza.
Ad esempio il cloruro di sodio (NaCl) si può trovare sotto forma di salgemma, che è minerale cristallino. Immergendo un cristallo di salgemma in acqua, gli atomi che formano la sua struttura cristallina si dissociano secondo la reazione:
Na:Cl → Na+ + Cl-
A sua volta le molecole di acqua (H2O) sono polari e presentano carica positiva in corrispondenza degli atomi di idrogeno (H) e carica negativa in corrispondenza dell'atomo di ossigeno (O), dunque tali molecole si disporranno attorno allo ione sodio (Na+) rivolgendo ad esso l'atomo di ossigeno e attorno allo ione cloro (Cl-) rivolgendo ad esso uno o due atomi di idrogeno.
Il processo di dissoluzione di specie elettrolitiche in acqua può essere endotermico (se assorbe calore) o esotermico (se produce calore), a seconda che l'energia di idratazione sia minore (nel caso di processo endotermico) o maggiore (nel caso di processo esotermico) rispetto all'energia di dissociazione del reticolo cristallino. Ad esempio il cloruro di sodio si dissolve assorbendo calore, mentre l'idrossido di sodio si dissolve liberando calore.
Sebbene il processo di solvatazione di specie elettrolitiche è di gran lunga più studiato, anche altre tipologie di specie chimiche possono andare incontro a solvatazione in acqua, in particolare sostanze polari (ad esempio alcoli e ammine) e in quantità minore sostanze gassose non polari (ad esempio gas nobili e idrocarburi).

## Formazione di un complesso di coordinazione

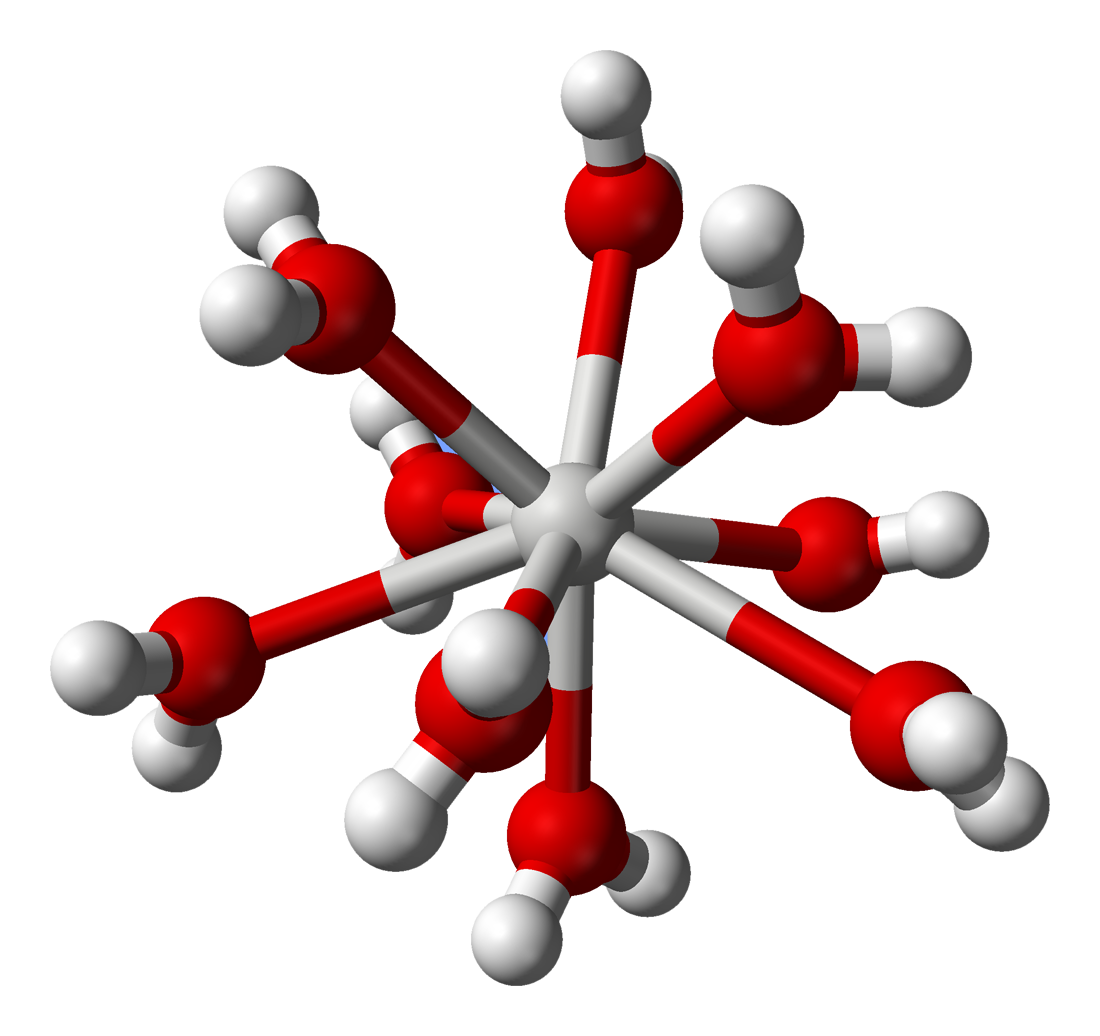
Struttura di uno ione scandio (Sc^{3+}) complessato con 9 molecole di acqua.

Nel caso di sostanze che possono formare complessi di coordinazione, si parla di sostanza "anidra" se non è presente acqua di complessazione e di sostanza "idrata" se è presente acqua di complessazione.
Le forme idrate vengono indicate facendo seguire la formula chimica della sostanza con un punto centrale e le molecole di acqua associate, mentre nel caso della forma anidra si indica la formula chimica della sostanza senza alcuna indicazione accessoria. Ad esempio la formula del cloruro rameico anidro è CuCl2, mentre la formula del cloruro rameico diidrato è CuCl2·2H2O.
Una sostanza può avere un aspetto molto differente a seconda che sia anidra o idrata. Ad esempio:
- il cloruro stannico anidro (SnCl4) è liquido, mentre nella forma pentaidrata (cioè legato a 5 molecole di acqua) è solido;
- il solfato rameico anidro è di colore bianco o verde chiaro, mentre nella sua forma idrata assume colorazione blu;
- il cloruro di cobalto anidro è di colore blu, mentre la sua forma idrata è di colore rosso;
- il cloruro rameico anidro è marrone, mentre la sua forma diidrata è verde.

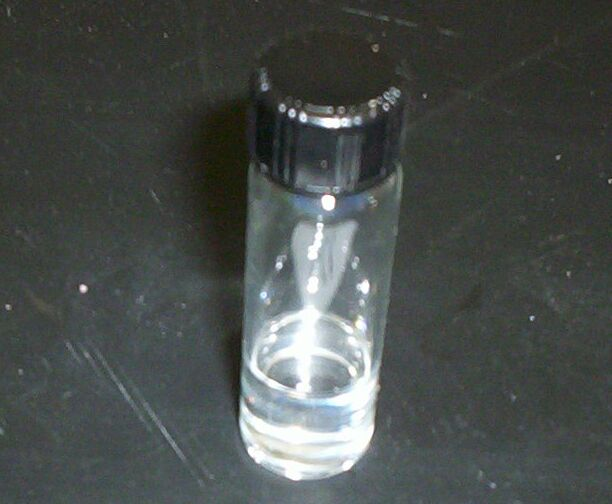
Cloruro stannico anidro
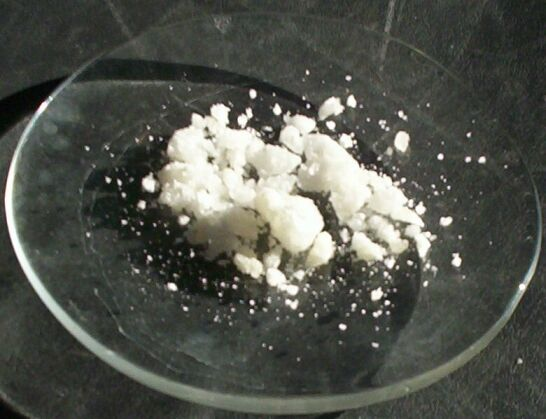
Cloruro stannico pentaidrato
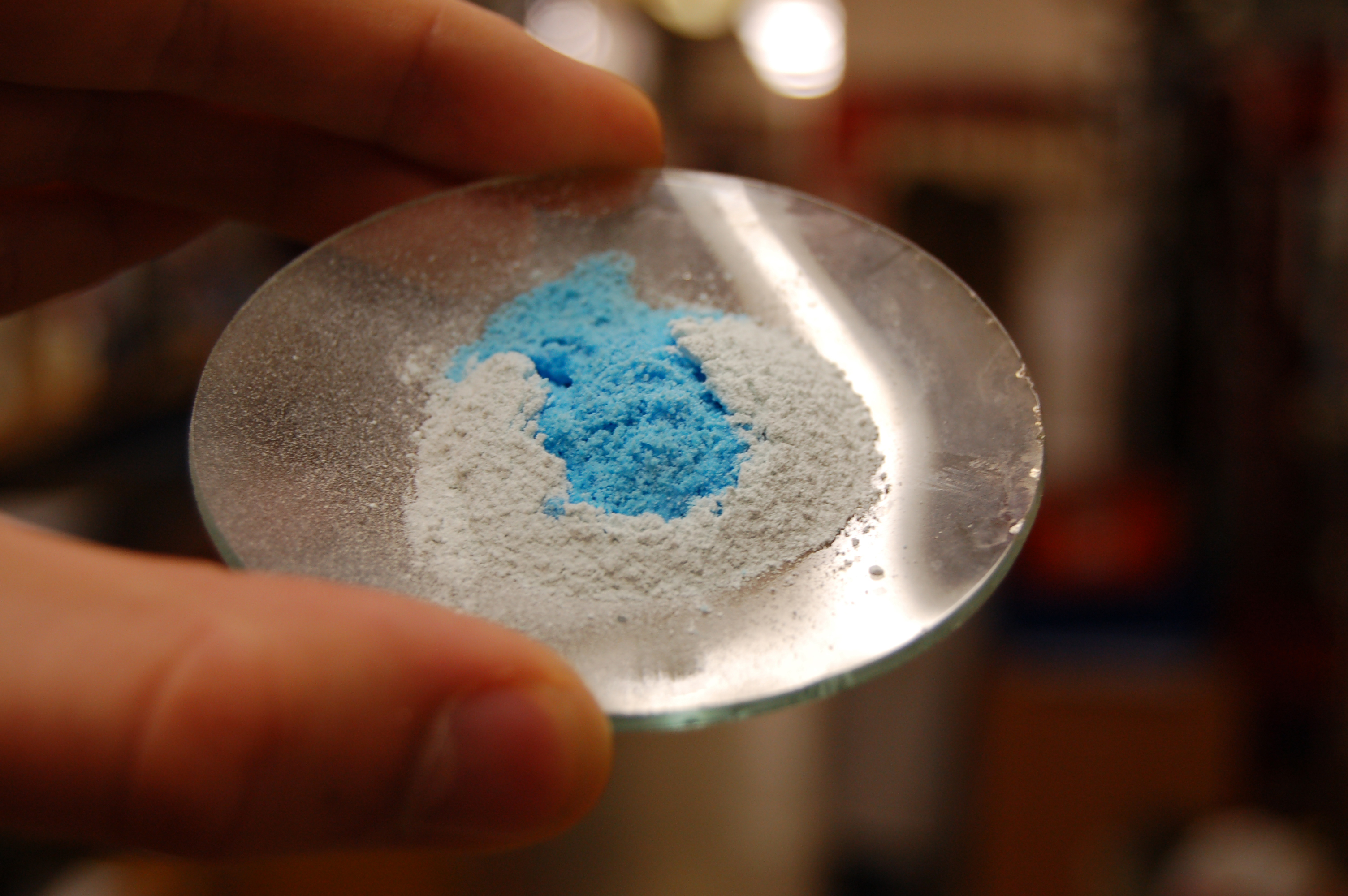
Solfato rameico anidro e idrato
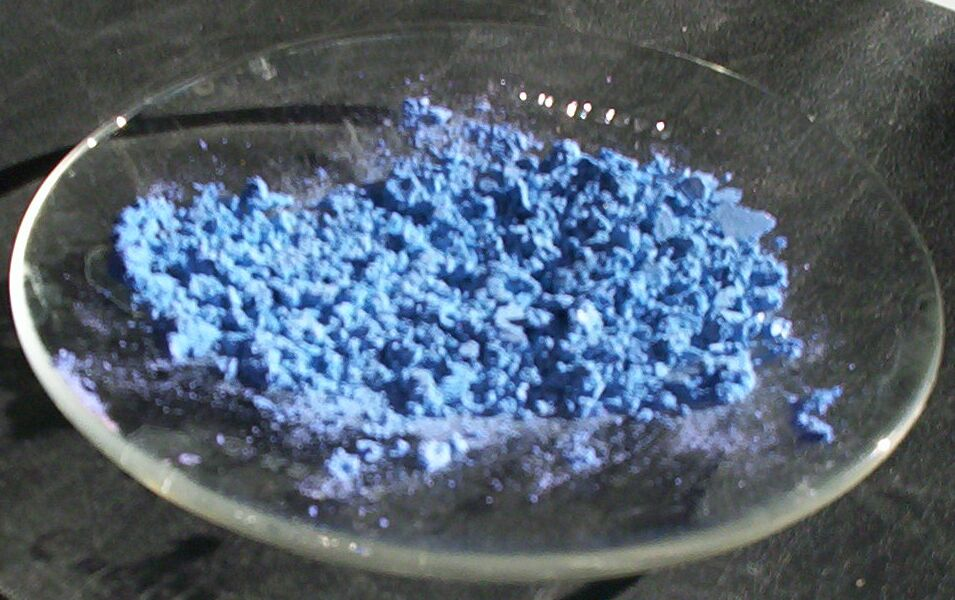
Cloruro di cobalto anidro
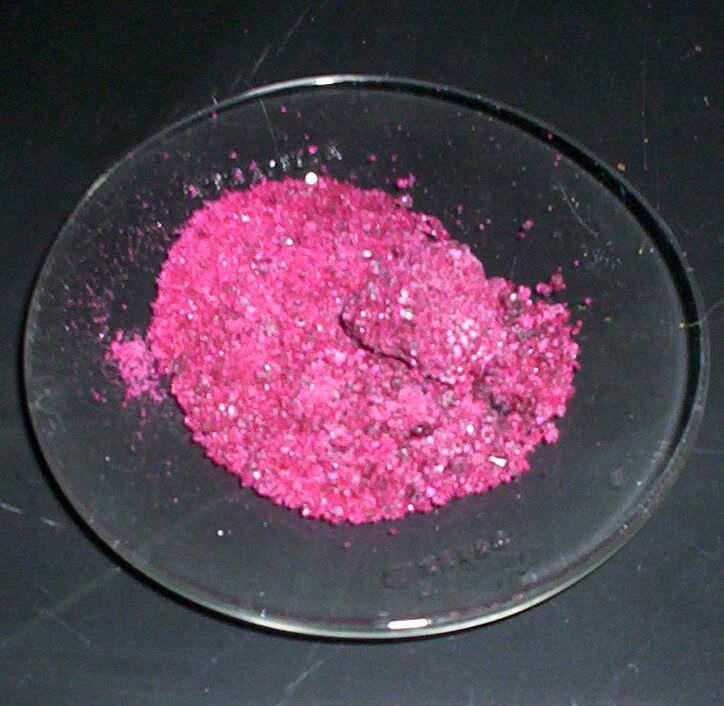
Cloruro di cobalto esaidrato
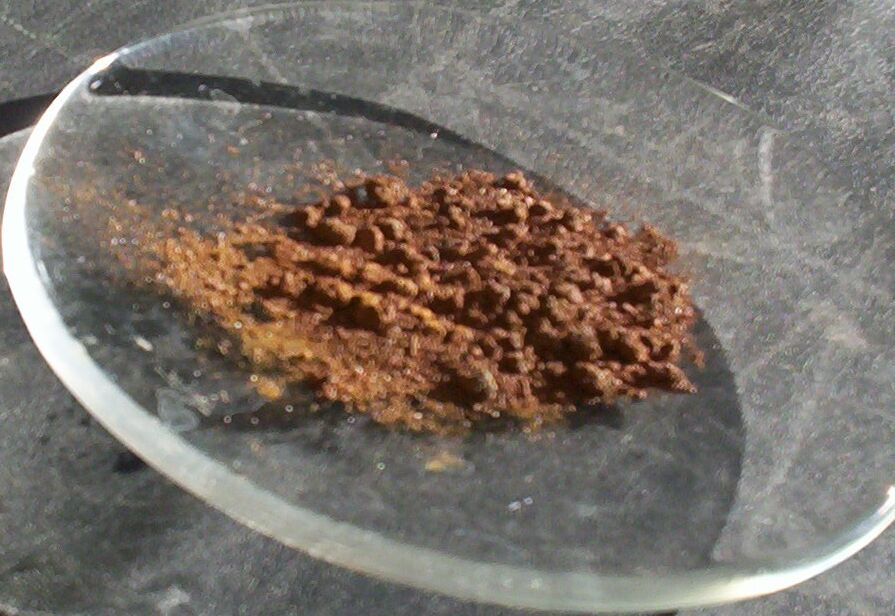
Cloruro rameico anidro
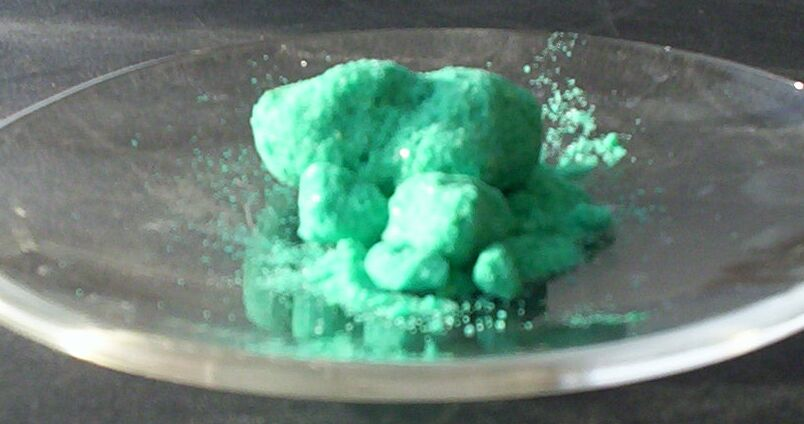
Cloruro rameico diidrato

## Reazione di idratazione
Durante la reazione di idratazione una molecola di acqua viene addizionata ad un'entità molecolare (in genere una molecola di un'altra sostanza chimica).
La molecola che reagisce con l'acqua attraverso la reazione di idratazione non viene scissa, a differenza di quanto accade nell'idrolisi.

### Idratazione degli alcheni
L'acqua si addiziona agli alcheni in presenza di un acido forte che funge da catalizzatore. Il prodotto di reazione è un alcool.
Ad esempio l'etilene disciolto in acqua in presenza di acido fosforico subisce una reazione di idratazione con formazione di  etanolo.
Si tratta di una reazione di addizione elettrofila che avviene in due stadi, in cui lo ione H+ funge da elettrofilo, e lo ione OH- funge da nucleofilo.
La reazione è regiospecifica con orientamento Markovnikov. Per invertire questa selettività si può utilizzare l'idroborazione.

## Idratazione minerale
Nel caso dei minerali, l'acqua viene aggiunta alla struttura cristallina del minerale dando origine al minerale idrato.
In termini geologici, il processo di idratazione minerale è conosciuto come "metasomatismo", o alteraion ed è un processo che si verifica nel metamorfismo retrogrado. L'idratazione di minerali avviene di solito in accordo con l'idrotermalismo.
L'idratazione minerale è anche un processo che accade nella regolite tramite la conversione dei minerali silicati in minerali argillosi.
Ci sono soprattutto due modi per ottenere gli idrati minerali: uno è la conversione di un ossido in un doppio idrossido, come nell'idratazione dell'ossido di calcio CaO in idrossido di calcio Ca(OH)2; l'altro è l'incorporazione di molecole d'acqua direttamente nella struttura cristallina del minerale, come nell'idratazione dei feldspati in minerali argillosi.
Alcune strutture minerali, per esempio, la montmorillonite, sono capaci di includere una quantità di acqua variabile senza mutamenti significativi nella struttura minerale.
L'idratazione è inoltre il meccanismo mediante il quale il cemento Portland sviluppa resistenza.